# Мотак Анастасія Максимівна
Анастасі́я Макси́мівна Мотак (нар. 12 листопада 2004, Житомирська область) — українська гімнастка. Чемпіонка Європи в командній першості, дворазова бронзова призерка чемпіонату Європи, срібна призерка Європейського юнацького олімпійського фестивалю в опорному стрибку. Майстер спорту України.

## Біографія
Учениця Олімпійського коледжу імені Івана Піддубного.

## Спортивна кар'єра
До секції спортивної гімнастики в Харкові у чотирирічному віці привела мама.
Перший тренер — Олена Геннадієвна Беляцька.

#### 2019
На тестових змаганнях Європейських ігор здобула перемоги в багатоборстві та опорному стрибку.
На Європейському юнацькому олімпійському фестивалі в опорному стрибку виборола срібну нагороду.

#### 2020
Дебютувала в дорослій збірній України.
На дебютному чемпіонаті Європи, що проходив під час пандемії коронавірусу в Мерсіні, Туреччина, через хибно позитивний тест на КОВІД-19 юніорки Дар'ї Лиски збірна України була за крок до зняття зі змагань. Добу члени дорослої та юніорської збірної України перебували в готельних номерах, поки не отримали негативні результати другого тесту та допуск до змагань від організаторів. У фіналі командних змагань спільно з Анастасією Бачинською, Ангеліною Радівіловою, Діаною Варінською та Єлизаветою Губаревою вперше в історії України виграла команду першість. У фіналах в окремих видах здобула дві бронзові нагороди: в опорному стрибку та у вправах на колоді. У фіналі вправ на колоді продемонструвала при пониженні в 0,1 бала однаковий результат 13,100 бала з Анастасією Бачинською, однак, маючи однакову оцінку за виконання (7,400), завдяки вищій оцінці за складність (5,8 проти 5,7) посіла третє місце та здобула бронзову нагороду.

## Результати на турнірах
| Рік                | Змагання                            | КБ | ІБ | Опорний стрибок | Різновисокі бруси | Колода | Вільні вправи |
| ------------------ | ----------------------------------- | -- | -- | --------------- | ----------------- | ------ | ------------- |
| Юніорські змагання |                                     |    |    |                 |                   |        |               |
| 2019               | Чемпіонат України, м. Кропивницький |    | 3  |                 |                   |        |               |
| 2019               | Кубок Стелли Захарової              | 5  | 10 | 2               |                   |        |               |
| 2019               | Тестові змагання Європейських ігор  |    | 1  | 1               |                   |        |               |
| 2019               | Чемпіонат світу                     | 13 |    | 4               |                   |        |               |
| 2019               | Юнацький олімпійський фестиваль     |    |    | 2               |                   |        |               |
| Дорослі змагання   |                                     |    |    |                 |                   |        |               |
| 2020               | Чемпіонат України, м. Кропивницький |    | 1  | 2               | 2                 | 1      |               |
| 2020               | UKRAINE INTERNATIONAL CUP           | *  | 1  | 2               | 1                 | 2      |               |
| 2020               | Кубок виклику в Сомбатгеї           |    |    | 2               |                   |        |               |
| 2020               | Чемпіонат України, листопад         | 1  | 1  | 2               | 2                 | 2      | 2             |
| 2020               | Чемпіонат Європи                    | 1  |    | 3               | 5                 | 3      |               |
| 2021               | Чемпіонат Європи                    |    | 42 | 4               |                   |        |               |
| 2021               | Кубок виклику у Варні               |    |    | 8               |                   |        |               |

*змішані команди